# Peter Semolič
Peter Semolič, född 1967 i Ljubljana, är en slovensk poet och översättare. Han studerade allmän språkvetenskap och kulturvetenskap vid universitetet i Ljubljana. Han utexaminerades år 2000. Sedan år 1991 har han arbetat som frilansare. Semolič anses vara den främsta slovenska poetiska författaren av den yngre generationen. Slovenska litteraturkritiker anser att Semolič infört en ny trend inom den slovenska litteraturen. Den nya trenden kallar de för ”ny intimism”. Hans dikter är tydliga och lätta att följa. Dikterna öppnar upp för starka känslor, djupa meningar och visdom. Peter Semolič skriver också radioteater och barnlitteratur. Han gör även översättningar från engelska, franska, serbiska och kroatiska. Hans poesi har översatts till italienska, franska, spanska, engelska, tyska, finska, polska, ungerska, bulgariska, makedonska och serbiska.

## Diktsamlingar
- Tamariša (1991)
- Bizantinske rože (1994)
- Hiša brez besed (1996)
- Krogi v vodi (2000)
- Vprašanja o poti (2001)
- Meja (2002)
- Prostor zate (2006)
- Vožnja okrog sonca (2008)
- Rimska cesta (2009)

## Utmärkelser
- Jenko's Poetry Prize
- Prešeren Prize (slovenskt pris för litteratur och konst)
- Vilenica Crystal Award